# Grammy Award for Best Contemporary World Music Album
Der Grammy Award for Best Contemporary World Music Album, auf Deutsch „Grammy-Auszeichnung für das beste zeitgenössische Weltmusik-Album“, ist ein Musikpreis, der von 2004 bis 2011 von der amerikanischen Recording Academy im Bereich der Weltmusik verliehen wurde.

## Geschichte und Hintergrund
Die seit 1959 verliehenen Grammy Awards werden jährlich in zahlreichen Kategorien von der Recording Academy in den Vereinigten Staaten vergeben, um künstlerische Leistung, technische Kompetenz und hervorragende Gesamtleistung ohne Rücksicht auf die Album-Verkäufe oder Chart-Position zu würdigen.
Eine dieser Kategorien war der Grammy Award for Best Contemporary World Music Album. Die Auszeichnung wurde von 2004 bis 2011 an Künstler aus dem Bereich der Weltmusik vergeben. Parallel hierzu wurde in diesem Zeitraum der Grammy Award for Best Traditional World Music Album ausgezeichnet. Vorher existierte seit den Grammy Awards 1992 die Weltmusik-Kategorie Grammy Award for Best World Music Album, die auch nach der umfangreichen Überarbeitung der Grammy-Award-Kategorien ab dem Jahr 2012 wieder vergeben wurde.

## Gewinner und Nominierte
| Jahr | Gewinner                                                        | Nationalität       | Album                                                                           | Nominierte | Bild des/der Gewinner(s) |
| ---- | --------------------------------------------------------------- | ------------------ | ------------------------------------------------------------------------------- | --- | ------------------------ |
| 2004 | Cesária Évora                                                   | Kap Verde          | Voz d’Amor                                                                      | - Bill Frisell – The Intercontinentals - Youssou N’Dour – Nothing’s in Vain (Coono du Reer) - Orchestra Baobab – Specialist in All Styles - Caetano Veloso – Live in Bahia                                                                          |                          |
| 2005 | Youssou N’Dour                                                  | Senegal            | Egypt                                                                           | - Paco de Lucía – Cositas Buenas - Bebel Gilberto – Bebel Gilberto - Gipsy Kings – Roots - Angélique Kidjo – Oyaya! |                          |
| 2006 | Gilberto Gil                                                    | Brasilien          | Eletracústico                                                                   | - Amadou & Mariam – Dimanche à Bamako - Kronos Quartet und Asha Bhosle – You’ve Stolen My Heart: Songs from R.D. Burman’s Bollywood - Ladysmith Black Mambazo und Streicher des English Chamber Orchestra – No Boundaries - Anoushka Shankar – Rise |                          |
| 2007 | The Klezmatics                                                  | Vereinigte Staaten | Wonder Wheel                                                                    | - Richard Bona – Tiki - Salif Keita – M’Bemba - Ladysmith Black Mambazo – Long Walk to Freedom - Ali Farka Touré – Savane |                          |
| 2008 | Angélique Kidjo                                                 | Benin              | Djin Djin                                                                       | - Céu – CéU - Gilberto Gil – Gil Luminoso - Bebel Gilberto – Momento - Loreena McKennitt – An Ancient Muse |                          |
| 2009 | Mickey Hart, Zakir Hussain, Sikiru Adepoju und Giovanni Hidalgo | Vereinigte Staaten | Global Drum Project                                                             | - Lila Downs – Shake Away - Gilberto Gil – Banda Larga Cordel - Youssou N’Dour – Rokku Mi Rokka (Give And Take) - Soweto Gospel Choir – Live At The Nelson Mandela Theater                                                                          |                          |
| 2010 | Bela Fleck                                                      | Vereinigte Staaten | Throw Down Your Heart: Tales from the Acoustic Planet, Vol. 3 – Africa Sessions | - Amadou & Mariam – Welcome To Mali - Femi Kuti – Day By Day - Oumou Sangare – Seya - Omar Sosa – Across the Divide: A Tale of Rhythm & Ancestry |                          |
| 2011 | Bela Fleck                                                      | Vereinigte Staaten | Throw Down Your Heart: Africa Sessions Part 2: Unreleased Tracks                | - Bebel Gilberto – All in One - Angelique Kidjo – ÕŸÖ - Sérgio Mendes – Bom Tempo - Chandrika Krishnamurthy Tandon – Om Namo Narayanaya: Soul Call                                                                                                  |                          |